# 林村郊野公園

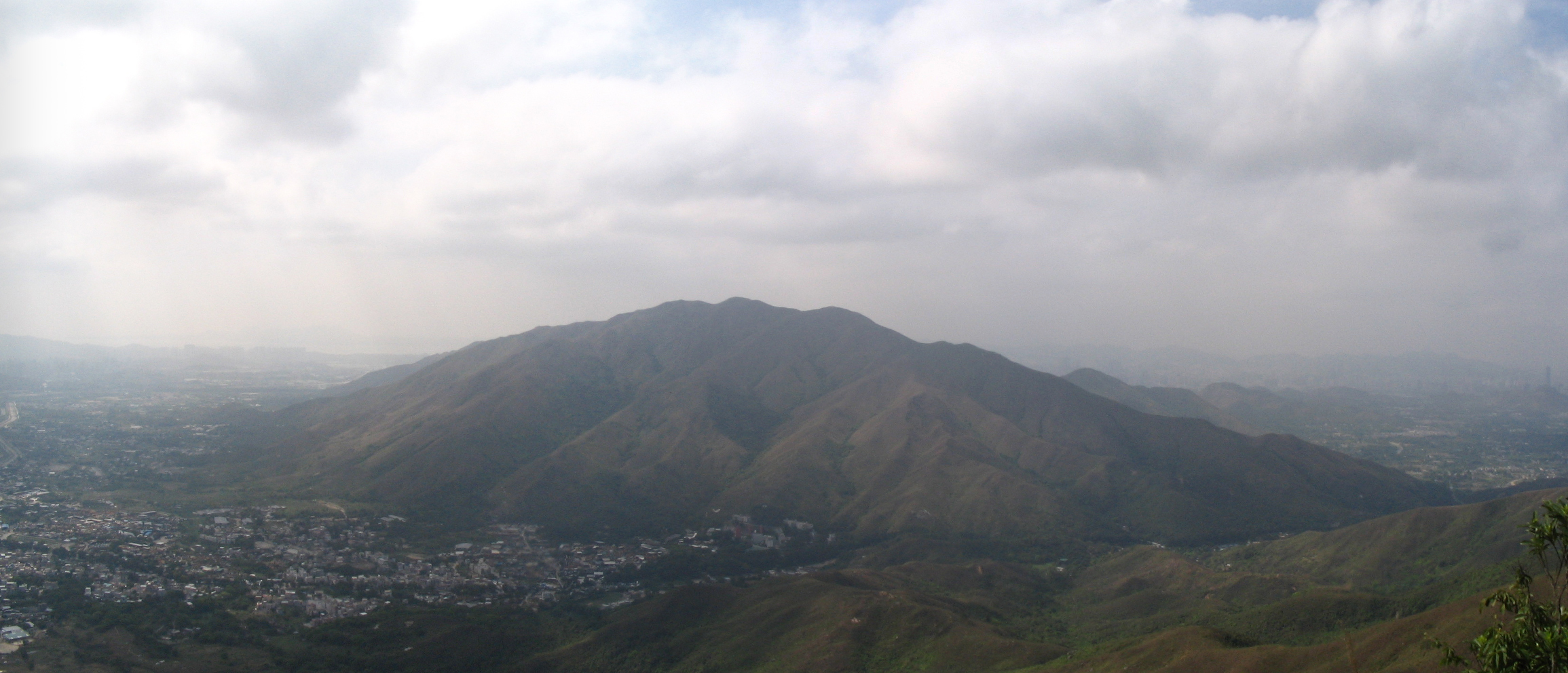
雞公嶺遠眺

林村郊野公園（英語：Lam Tsuen Country Park）（劃定於1979年2月23日）是香港的一個郊野公園，得名自附近的林村。公園位於新界北部，橫跨大埔區、北區和元朗區，佔地達1,520公頃。公園範圍包括雞公嶺、大刀屻和北大刀屻三座山峰，中間為粉錦公路所分開；高處可眺望元朗平原及林村谷的景色。
其中雞公嶺部分沒有任何郊遊設施，登山難度增加。
北大刀屻特別地區位於林村郊野公園之內。

## 參看
- 元朗平原
- 林村谷
- 大刀屻 (566 m)
- 大羅天
- 雞公嶺主峰圭角山 (585 m)
- 嘉道理農場

## 外部連結
- 漁農自然護理署 林村 （页面存档备份，存于）

22°28′05″N 114°05′58″E / 22.467976°N 114.099425°E